# Wereldkampioenschap superbike van Portimão 2017
Het wereldkampioenschap superbike van Portimão 2017 was de tiende ronde van het wereldkampioenschap superbike en de negende ronde van het wereldkampioenschap Supersport 2017. De races werden verreden op 16 en 17 september 2017 op het Autódromo Internacional do Algarve nabij Portimão, Portugal.

## Superbike

### Race 1
| Pos | Nr  | Rijder               | Constructeur | Rondes | Tijd           | Grid | Punten |
| --- | --- | -------------------- | ------------ | ------ | -------------- | ---- | ------ |
| 1   | 1   | Jonathan Rea         | Kawasaki     | 20     | 34:38.383      | 1    | 25     |
| 2   | 7   | Chaz Davies          | Ducati       | 20     | +6.189         | 9    | 20     |
| 3   | 33  | Marco Melandri       | Ducati       | 20     | +10.166        | 5    | 16     |
| 4   | 2   | Leon Camier          | MV Agusta    | 20     | +10.508        | 11   | 13     |
| 5   | 60  | Michael van der Mark | Yamaha       | 20     | +13.739        | 7    | 11     |
| 6   | 81  | Jordi Torres         | BMW          | 20     | +16.816        | 6    | 10     |
| 7   | 50  | Eugene Laverty       | Aprilia      | 20     | +18.786        | 2    | 9      |
| 8   | 32  | Lorenzo Savadori     | Aprilia      | 20     | +22.090        | 3    | 8      |
| 9   | 12  | Javier Forés         | Ducati       | 20     | +28.430        | 10   | 7      |
| 10  | 40  | Román Ramos          | Kawasaki     | 20     | +38.746        | 14   | 6      |
| 11  | 35  | Raffaele De Rosa     | BMW          | 20     | +43.181        | 13   | 5      |
| 12  | 86  | Ayrton Badovini      | Kawasaki     | 20     | +43.212        | 17   | 4      |
| 13  | 13  | Anthony West         | Kawasaki     | 20     | +43.325        | 16   | 3      |
| 14  | 84  | Riccardo Russo       | Kawasaki     | 20     | +43.412        | 15   | 2      |
| 15  | 72  | Takumi Takahashi     | Honda        | 20     | +54.303        | 19   | 1      |
| 16  | 37  | Ondřej Ježek         | Kawasaki     | 20     | +59.880        | 20   |        |
| 17  | 121 | Alessandro Andreozzi | Yamaha       | 20     | +1:04.441      | 18   |        |
| 18  | 22  | Alex Lowes           | Yamaha       | 19     | +1 ronde       | 4    |        |
| DNF | 36  | Leandro Mercado      | Aprilia      | 16     | Schade ongeluk | 12   |        |
| DNF | 6   | Stefan Bradl         | Honda        | 2      | Ongeluk        | 8    |        |
| DNS | 66  | Tom Sykes            | Kawasaki     | 0      | Niet gestart   |      |        |

### Race 2
| Pos | Nr  | Rijder               | Constructeur | Rondes | Tijd         | Grid | Punten |
| --- | --- | -------------------- | ------------ | ------ | ------------ | ---- | ------ |
| 1   | 1   | Jonathan Rea         | Kawasaki     | 20     | 34:40.917    | 1    | 25     |
| 2   | 60  | Michael van der Mark | Yamaha       | 20     | +5.834       | 7    | 20     |
| 3   | 33  | Marco Melandri       | Ducati       | 20     | +9.201       | 5    | 16     |
| 4   | 50  | Eugene Laverty       | Aprilia      | 20     | +12.792      | 2    | 13     |
| 5   | 81  | Jordi Torres         | BMW          | 20     | +15.943      | 6    | 11     |
| 6   | 32  | Lorenzo Savadori     | Aprilia      | 20     | +19.359      | 3    | 10     |
| 7   | 36  | Leandro Mercado      | Aprilia      | 20     | +23.286      | 12   | 9      |
| 8   | 13  | Anthony West         | Kawasaki     | 20     | +36.982      | 16   | 8      |
| 9   | 86  | Ayrton Badovini      | Kawasaki     | 20     | +48.544      | 17   | 7      |
| 10  | 72  | Takumi Takahashi     | Honda        | 20     | +50.000      | 19   | 6      |
| 11  | 37  | Ondřej Ježek         | Kawasaki     | 20     | +51.944      | 20   | 5      |
| 12  | 121 | Alessandro Andreozzi | Yamaha       | 20     | +56.705      | 18   | 4      |
| 13  | 12  | Javier Forés         | Ducati       | 20     | +1:07.518    | 10   | 3      |
| 14  | 84  | Riccardo Russo       | Kawasaki     | 19     | +1 ronde     | 15   | 2      |
| 15  | 40  | Román Ramos          | Kawasaki     | 16     | +4 ronden    | 14   | 1      |
| DNF | 7   | Chaz Davies          | Ducati       | 17     | Ongeluk      | 9    |        |
| DNF | 2   | Leon Camier          | MV Agusta    | 9      | Uitgevallen  | 11   |        |
| DNF | 22  | Alex Lowes           | Yamaha       | 7      | Ongeluk      | 4    |        |
| DNF | 35  | Raffaele De Rosa     | BMW          | 3      | Ongeluk      | 13   |        |
| DNS | 6   | Stefan Bradl         | Honda        | 0      | Niet gestart |      |        |
| DNS | 66  | Tom Sykes            | Kawasaki     | 0      | Niet gestart |      |        |

## Supersport
| Pos | Nr  | Rijder                | Constructeur | Rondes | Tijd         | Grid | Punten |
| --- | --- | --------------------- | ------------ | ------ | ------------ | ---- | ------ |
| 1   | 1   | Kenan Sofuoğlu        | Kawasaki     | 18     | 31:56.454    | 1    | 25     |
| 2   | 144 | Lucas Mahias          | Yamaha       | 18     | +0.080       | 2    | 20     |
| 3   | 16  | Jules Cluzel          | Honda        | 18     | +2.294       | 5    | 16     |
| 4   | 32  | Sheridan Morais       | Yamaha       | 18     | +4.176       | 4    | 13     |
| 5   | 99  | P.J. Jacobsen         | MV Agusta    | 18     | +4.273       | 3    | 11     |
| 6   | 11  | Christian Gamarino    | Honda        | 18     | +20.600      | 10   | 10     |
| 7   | 64  | Federico Caricasulo   | Yamaha       | 18     | +22.990      | 7    | 9      |
| 8   | 87  | Lorenzo Zanetti       | MV Agusta    | 18     | +23.196      | 14   | 8      |
| 9   | 71  | Christoffer Bergman   | Honda        | 18     | +23.241      | 11   | 7      |
| 10  | 47  | Rob Hartog            | Kawasaki     | 18     | +24.312      | 16   | 6      |
| 11  | 81  | Luke Stapleford       | Triumph      | 18     | +28.899      | 8    | 5      |
| 12  | 78  | Hikari Okubo          | Honda        | 18     | +30.801      | 22   | 4      |
| 13  | 65  | Michael Canducci      | Kawasaki     | 18     | +30.911      | 12   | 3      |
| 14  | 4   | Gino Rea              | Kawasaki     | 18     | +37.729      | 9    | 2      |
| 15  | 38  | Hannes Soomer         | Honda        | 18     | +42.514      | 23   | 1      |
| 16  | 56  | Péter Sebestyén       | Kawasaki     | 18     | +45.652      | 24   |        |
| 17  | 63  | Zulfahmi Khairuddin   | Kawasaki     | 18     | +48.070      | 19   |        |
| 18  | 74  | Jaimie van Sikkelerus | Yamaha       | 18     | +1:04.600    | 26   |        |
| DNF | 23  | Max Enderlein         | Yamaha       | 16     | Ongeluk      | 17   |        |
| DNF | 66  | Niki Tuuli            | Yamaha       | 14     | Ongeluk      | 6    |        |
| DNF | 111 | Kyle Smith            | Honda        | 8      | Uitgevallen  | 13   |        |
| DNF | 61  | Alessandro Zaccone    | MV Agusta    | 7      | Ongeluk      | 21   |        |
| DNF | 35  | Stefan Hill           | Triumph      | 6      | Ongeluk      | 20   |        |
| DNF | 26  | Kazuki Watanabe       | Kawasaki     | 5      | Ongeluk      | 18   |        |
| DNF | 83  | Lachlan Epis          | Kawasaki     | 4      | Ongeluk      | 25   |        |
| DNF | 10  | Nacho Calero          | Kawasaki     | 3      | Uitgevallen  | 29   |        |
| DNF | 77  | Kyle Ryde             | Kawasaki     | 2      | Ongeluk      | 15   |        |
| DNF | 48  | Giuseppe Scarcella    | Honda        | 0      | Ongeluk      | 27   |        |
| DNS | 25  | Alex Baldolini        | MV Agusta    | 0      | Niet gestart |      |        |

## Tussenstanden na wedstrijd

### Superbike
| Pos | Nr | Rijder         | Team     | Punten |
| --- | -- | -------------- | -------- | ------ |
| 1   | 1  | Jonathan Rea   | Kawasaki | 431    |
| 2   | 66 | Tom Sykes      | Kawasaki | 311    |
| 3   | 7  | Chaz Davies    | Ducati   | 296    |
| 4   | 33 | Marco Melandri | Ducati   | 250    |
| 5   | 22 | Alex Lowes     | Yamaha   | 169    |

### Supersport
| Pos | Nr  | Rijder          | Team      | Punten |
| --- | --- | --------------- | --------- | ------ |
| 1   | 1   | Kenan Sofuoğlu  | Kawasaki  | 145    |
| 2   | 144 | Lucas Mahias    | Yamaha    | 141    |
| 3   | 32  | Sheridan Morais | Yamaha    | 114    |
| 4   | 16  | Jules Cluzel    | Honda     | 104    |
| 5   | 99  | P.J. Jacobsen   | MV Agusta | 79     |

2008 · 2009 · 2010 · 2011 · 2012 · 2013 · 2014 · 2015 · 2017 · 2018 · 2019 · 2020 · 2021 · 2022 · 2023 · 2024 · 2025